# Die Wut über den verlorenen Groschen

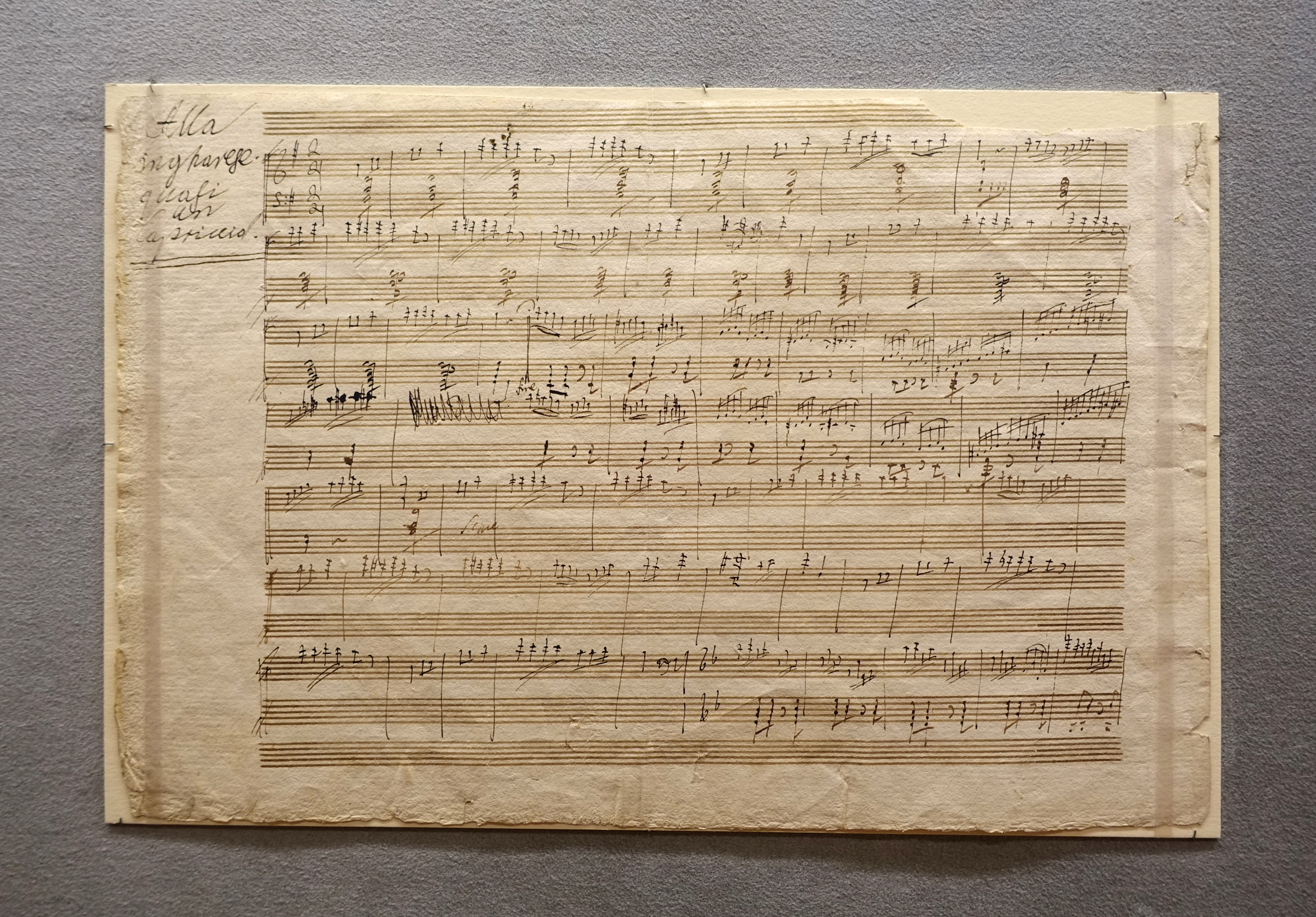
Ludwig van Beethoven, Autograph des Rondos G-Dur op. 129, Seite 1; New York, Morgan Library

Die Wut über den verlorenen Groschen op. 129 ist der populäre Titel eines Klavierstücks von Ludwig van Beethoven. Er selbst bezeichnete es im Autograph als Alla Ingharese quasi un Capriccio.

## Entstehung und Publikation
Obwohl dieses G-Dur-Rondo die Opuszahl 129 trägt, ist es kein spätes Werk. Das Stück wurde bereits 1794/95 skizziert, die Reinschrift erfolgte ungefähr zwischen August und Dezember 1795. Beethoven war also etwa 24 Jahre alt, als er dieses heute sehr populäre Virtuosenstück komponierte.
Die originale Bezeichnung alla ingharese, also „auf ungarische Art“, bezieht sich auf die Lebhaftigkeit, das Temperament, wobei „quasi un capriccio“, also „wie ein Capriccio“, die Launenhaftigkeit und Eigenwilligkeit meint, mit der die Motive kombiniert, modifiziert und überraschend in unerwartete Tonarten versetzt werden, jedoch so, dass sie immer in ihrer grundlegenden Gestalt erkennbar bleiben und sich, wie es sich für ein Rondo gehört, zwischendurch wieder in ihrer Ausgangsgestalt zeigen.
Der Untertitel Wuth über den verlornen Groschen ausgetobt in einer Kaprize stammt nicht von Beethoven, sondern wurde vermutlich von dem Verleger Anton Diabelli hinzugefügt, der das Werk im Januar 1828 veröffentlichte.
Man kann durchaus die beiden Motive des Rondo-Themas – den aufsteigenden Dreiklang und die nachfolgende schnelle Sechzehntelbewegung – als Hüpfen und Kreiseln des Groschens und die sich wiederholenden Akkorde der linken Hand als „wütende“ Begleitung interpretieren.
Es ist das bekannteste der Rondos Beethovens. Die Aufführungsdauer liegt zwischen sechs und knapp sieben Minuten.

## Autograph
Beethovens Autograph war später im Besitz des US-amerikanischen Bankiers Robert Owen Lehman (1891–1969). Es befindet sich heute in der Morgan Library in New York (Robert Owen Lehman Deposit, B4155.R771).